# Sally Webster
Sally Seddon-Metcalfe, (apellido de soltera: Seddon, previamente: Webster) es un personaje ficticio de la serie de televisión Coronation Street, interpretada por la actriz Sally Dynevor desde el 27 de enero del 1986, hasta ahora.